# Thaumalea major
Thaumalea major är en tvåvingeart som beskrevs av Mario Bezzi 1913. Thaumalea major ingår i släktet Thaumalea och familjen mätarmyggor. Inga underarter finns listade i Catalogue of Life.